# Itu'ti'u
Itu'ti'u är en provins i Fiji.   Den ligger i divisionen Rotuma, i den norra delen av landet, 600 km norr om huvudstaden Suva.